# Иванов, Николай Петрович (ветеринар)
Николай Петрович Иванов (21 июля 1939 — 11 мая 2021) — советский и казахстанский ветеринар, доктор ветеринарных наук (1987), профессор (1988), академик Национальной академии наук Казахстана (2003).

## Биография
Родился 21 июля 1939 года в ауле Кызылжар Каратальского района Алматинской области Казахской Советской Социалистической Республики СССР.
По окончании средней школы поступил в Алматинский зооветеринарный институт, который успешно окончил в 1961 году.
С 1962 по 1996 год Н. П. Иванов был последовательно научным сотрудником, заведующим отделом и заместителем директора по науке Казахского научно-исследовательского ветеринарного института города Алма-Аты.
В 2000 году был утверждён на должность заведующего кафедрой Казахского национального аграрного университета.
В 2003 году принят в академики Национальной академии наук Казахстана.
Основные научные труды в области эпизоотологии. Ивановым разработаны новые эритроцитные диагностикумы, используемые в диагностике бруцеллёза сельскохозяйственных животных.
Среди работ ученого (всего более 130) наиболее известны следующие труды: «Эпидемиология и эпизоотология бруцеллеза», Алма-Ата, 1986 год и «Меры борьбы с бруцеллезом сельскохозяйственных животных в хозяйствах КазССР», Алма-Ата.
Скончался 11 мая 2021 года, похоронен на Центральном кладбище Алматы.